# Plain City
Plain City – wieś w Stanach Zjednoczonych, w stanie Ohio, w hrabstwie Union.